# Saint-Jean-du-Désert (Marseille)
Pour les articles homonymes, voir Saint-Jean-du-Désert.
Saint-Jean-du-Désert est un quartier de Marseille, dans le 12e arrondissement, autrefois réputé pour ses faïenceries.

## Histoire
Le quartier actuel de Saint-Jean-du-Désert est le centre d'un large vallon d'orientation nord-sud séparant Saint-Barnabé et Saint-Pierre à l'ouest de Saint-Julien et la Pomme à l'est. Le terrain, largement argileux, et disposant de nombreuses sources, a de tout temps été utilisé pour des productions de terre cuite, comme en témoignent la présence constatée par les archéologues d'un réseau fossoyé d'époque chasséenne, et d'autres traces d'occupation pendant l'antiquité tardive.
Les Grecs y cultivèrent, entre autres, de la vigne. Puis ce quartier fit partie d'une vaste propriété nommée par les Gallo-Romains Sarturan. Dans le premier quart du Xe siècle, il fut cultivé sous la direction des prêtres bâtisseurs dépendant de la Major. Le tènement fut concédé aux chanoines de la Major en 1176 ; le chapitre était encore décimataire[Quoi ?] en 1216. À la fin du Moyen Âge, aux dires de l'abbé de Saint-Victor, « il ne se trouvait plus de bras pour faire travailler cette terre (...) dont la ville avait tellement besoin ». Des chartes de repopulation furent mises en œuvre, dont profitèrent d'abord des paysans, puis quelques riches Marseillais qui y établirent des propriétés.
En 1638, Benoît Monier, seigneur d'Aiglun, propriétaire à Sarturan —notamment d'une fabrique de tuiles et autres objets d'argile—, fit don de sa pinède pour permettre l'édification d'une chapelle sur la  butte voisinant le vallon en l'honneur de Saint Jean le Baptiste,  « la voix qui crie à travers le désert : Préparez le chemin du Seigneur ». En 1664, son fils Antoine Monier notifia cet acte, et en 1667 le vicaire général autorisa la construction. Les travaux d'édification de la chapelle aboutirent en 1668. Un clocher lui fut ajouté en 1708, puis des chapelles latérales, bénies en 1736. C'est dans cette chapelle qu'est enterré l'échevin Jean-Pierre de Moustiés, qui s'illustra aux côtés de Mgr de Belsunce évêque de Marseille lors de l'épidémie de peste de 1720. Une plaque sur la façade le rappelle.

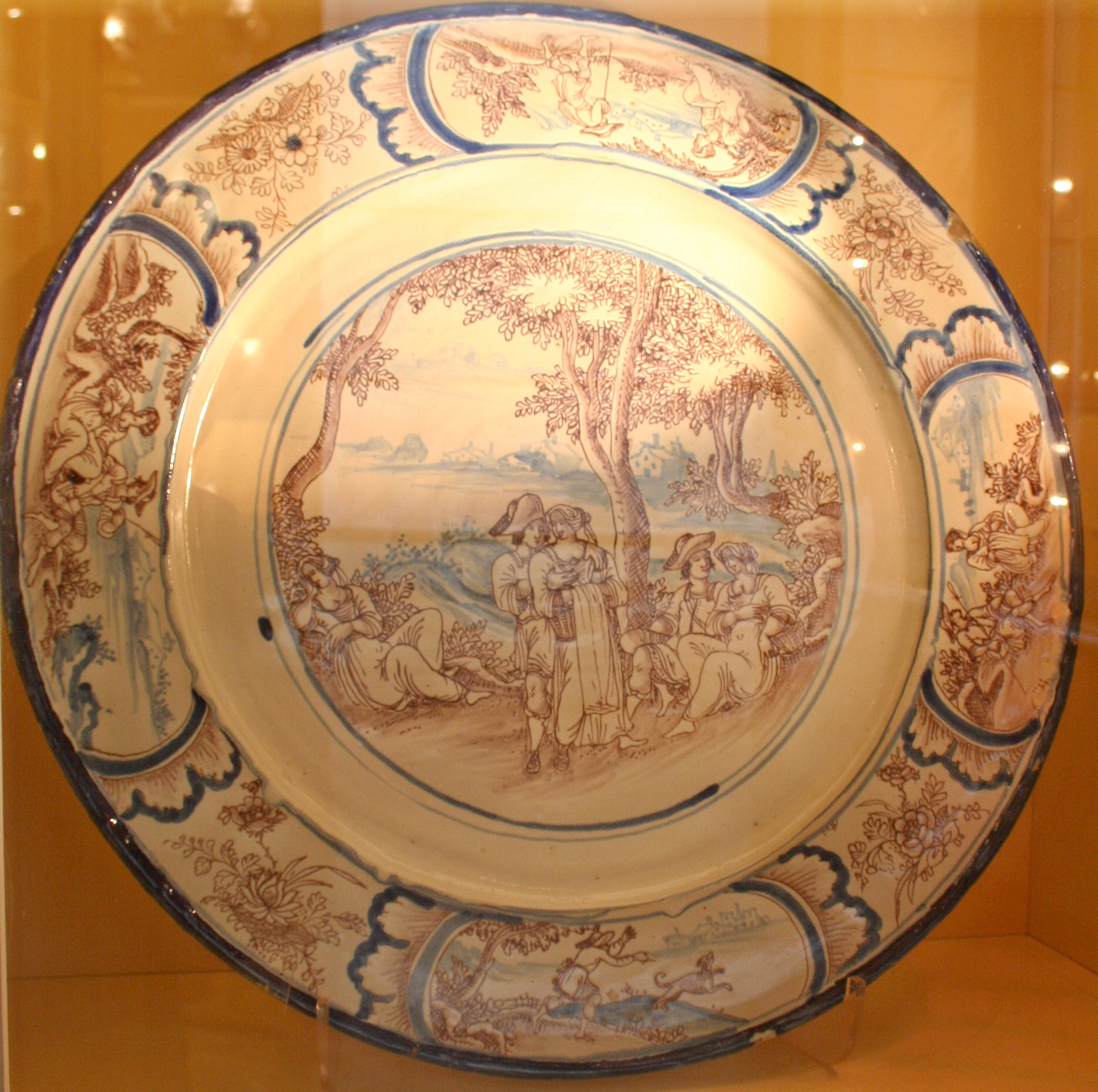
Plat de la faïencerie Joseph Clérissy

Vers 1677, Joseph Fabre, banquier, installa une première faïencerie. Le 1er janvier 1678, Fabre signa une transaction avec ses voisins, afin d'acquérir du bois au bénéfice de la fabrique financée par lui mais dirigée par Joseph Clérissy, maître-faïencier. Joseph Clérissy est de ce fait le premier faïencier de sa famille, Saint-Jean-du-Désert devançant Moustiers d'un an dans la pratique de cet art. Clérissy mourut le 30 avril 1685, et fut enterré selon ses vœux dans la chapelle de Saint-Jean-du-désert.
Dans le dernier quart du XVIIe siècle, Saint-Jean-du-Désert se trouvait en plein essor : dans sa partie non cultivable, on pouvait dénombrer au moins trois sites d'activités faïencières, deux poteries-tuileries, des parcelles d'extraction d'argile, des hangars de stockage, des habitations ouvrières, un moulin à huile, un cabaret, une boulangerie, une carrière et quelques maisons de maîtres. Une raison de cet essor fut la décision prise par Louis XIV de demander à ses sujets fortunés de fondre leur vaisselle d'or et d'argent pour renflouer les finances de l'État : la faïence se révéla une remplaçante idéale, et la position de Joseph Fabre sur Marseille lui permit de profiter de l'aubaine. Mortreuil possédait une riche collection de plats datant de cette période, dont un signé Antoine Clérissy.
Cette faste période passée, l'activité de Saint-Jean-du-désert déclina fortement : manque de bois pour les fours, limitation de la disponibilité en eau, concurrence des autres sites de production, notamment de Moustiers, et extension des « campagnes » des bourgeois marseillais, tous ces éléments conjugués étouffèrent petit à petit l'activité faïencière. La fabrique d'Étienne Héraud, gendre de Clérissy, déménagea pour le quartier Saint-Lazare dès 1709, où elle fut dirigée par Joseph Fauchier ; la faïencerie Brun disparut en 1810, la briqueterie Guilles en 1884. Une "faïencerie de Sant-Jean-du-Désert" a encore existé au XXe siècle, mais il s'agit d'un établissement situé dans le quartier Saint-Pierre, qui a produit entre 1921 et 1959.

## Un lieu autrefois prisé

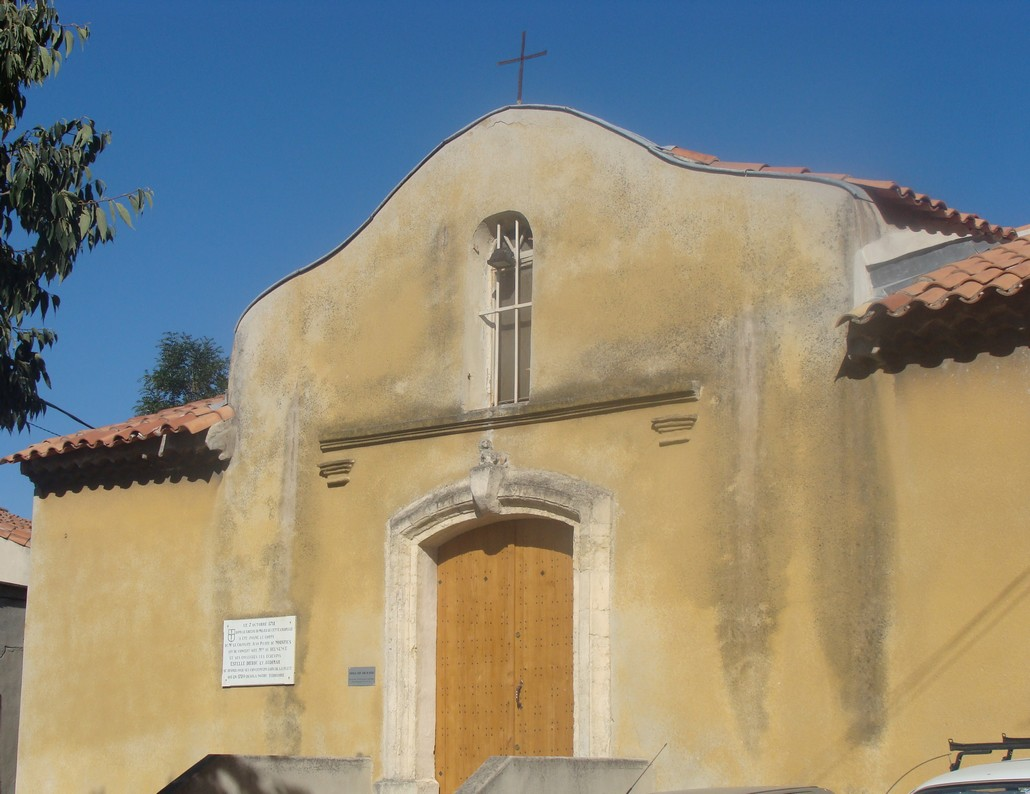
La chapelle Saint-Jean-du-Désert, aujourd'hui rattachée au quartier de la Pomme.

À la Révolution, les habitants du hameau de Saint-Jean-du-Désert firent valoir les actes par lesquels la chapelle leur appartenait, et obtinrent de la conserver. Ils n'étaient pas seuls à habiter le quartier : plusieurs Marseillais aisés y avaient leur propriété (les poètes Lantier et Gaston de Flotte notamment), et y recevaient leurs relations. Parmi ceux qui hantèrent ce lieu nous pouvons citer : Pierre Puget, Frédéric Mistral, Bayle, Audin, Dethou, Autran, Rosely de Lorques, et Lamartine en 1832. Nous y noterons aussi le passage très remarqué des Bonaparte et celui de Marie-Christine de Bourbon. 
« En vérité, avec ses luxuriantes prairies, ses jardins potagers, ses parterres de fleurs, ses nombreux arbres séculaires, ce quartier apporte, aux yeux du « pèlerin » l'aspect le plus agréable » pouvait encore écrire l'abbé Giffon en 1957 dans son Pèlerinage au Désert.

## Le quartier actuel
L'ancien Sarturan a perdu au fil des siècles la plus grande partie de son extension : Saint-Barnabé, la Fourragère, la Pomme, Saint-Pierre n'ont laissé à Saint-Jean-du-Désert que le creux du vallon, peu habité et faiblement industrialisé. Les anciens bâtiments de fabriques ont disparu les uns après les autres, et les terrains ont été successivement réutilisés pour d'autres constructions, une petite zone commerciale et plus récemment des infrastructures routières se trouvent sur l’ancienne campagne du Petit-Val qui appartenait à la famille Goume, le tout sans qu'aucune fouille préventive ne soit opérée. 
Seul reste, en bordure du quartier, mais désormais séparé de lui administrativement, le hameau de Saint-Jean-du-Désert, entourant la chapelle fort heureusement préservée, et où on reconnaît difficilement des bâtiments ayant appartenu à la faïencerie Pierre Giraud. 

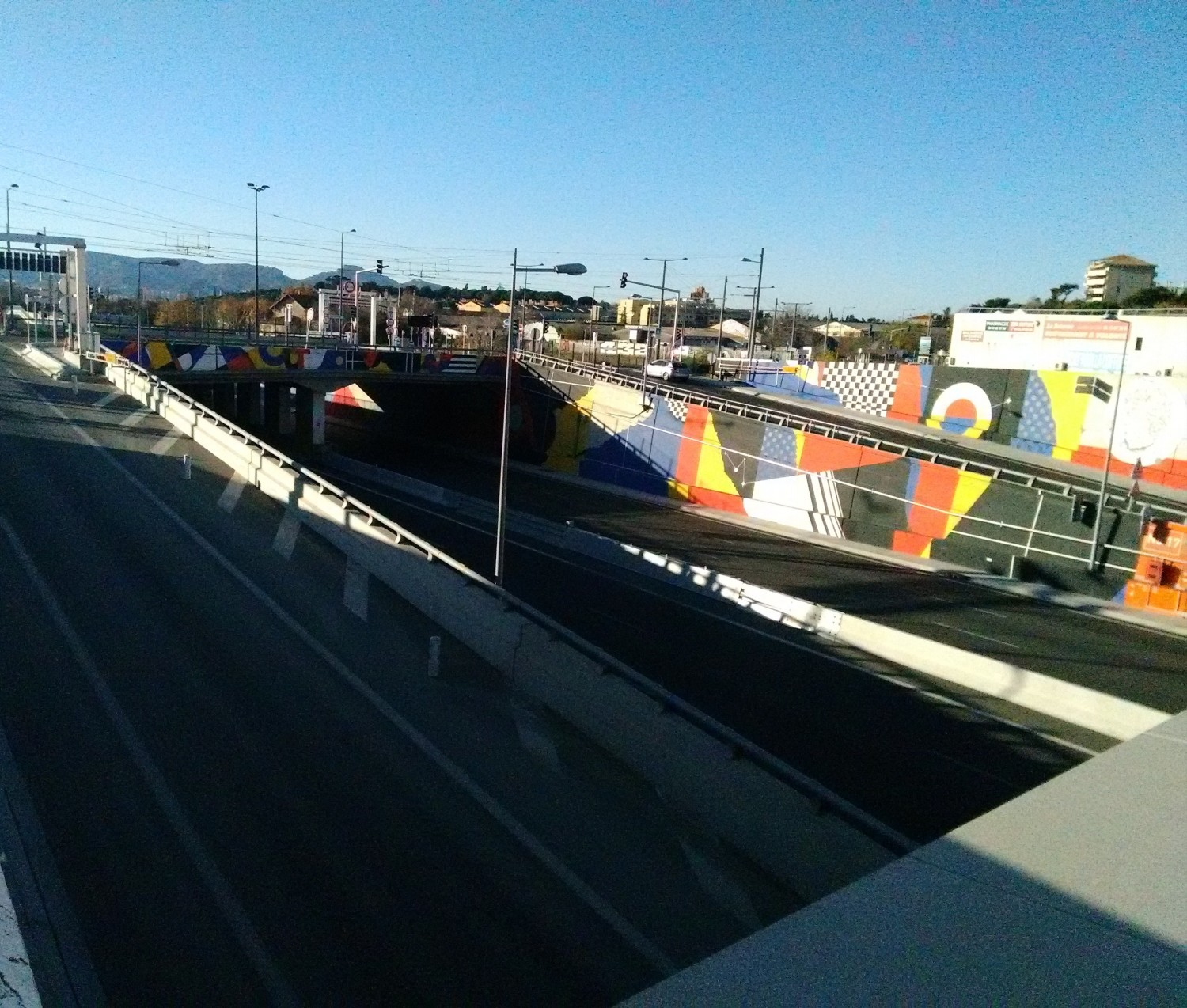
L'échangeur des Faïenciers, au cœur du quartier actuel

Le XXIe siècle a achevé de dénaturer ce quartier en le traversant en croix par une rocade urbaine et une autoroute. Les noms des voies environnantes constituent le seul souvenir de l'ancien passé. Le faïencier Joseph Clérissy et le bourgeois marseillais Gaston de Flotte ont laissé leurs noms à deux petites rues du quartier. Une traverse des Faïenciers, partiellement tronquée par la rocade, relie encore l'est du quartier à la Grande Bastide de Cazaulx. L'ancien chemin de Saint-Jean-du-Désert, venant du pont sur le Jarret, côté ouest, est désormais limité à la Parette (donc se situe presque entièrement dans le quartier de Saint-Pierre) ; la rue Saint-Jean-du-Désert, qui descend de l'ancien lieudit col de l'Aigle, côté est, est limitée au rond-point de la rocade du tramway (donc se situe essentiellement sur la Fourragère et les Caillols).
Les aléas de la délimitation administrative des quartiers officiels de Marseille font que le dépôt Saint-Pierre de la RTM et le dépôt SNCF de la Blancarde font partie territorialement du quartier de Saint-Jean-du-Désert, alors que le hameau de Saint-Jean-du-Désert relève du quartier de la Pomme.

## Personnalités liées au quartier

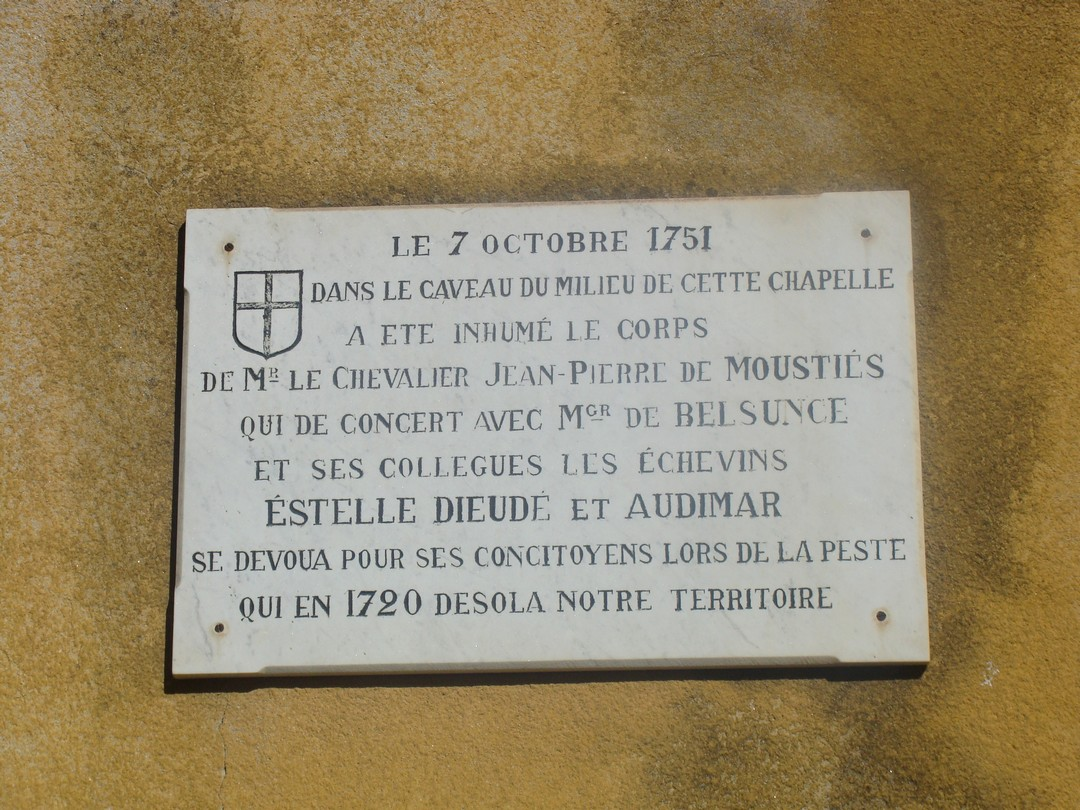
Plaque en souvenir de Jean-Pierre de Moustiés sur la façade de la chapelle de Saint-Jean-du-Désert

- Jean-Pierre de Moustiés (?-1752), échevin de Marseille, qui combattit avec Mgr de Belsunce la Peste de 1720, est enterré à la chapelle de Saint-Jean-du-Désert.
- Joseph Clérissy (?-1685), maître-faïencier, directeur de la faïencerie créée par Joseph Fabre, est enterré à Saint-Jean-du-Désert. Une rue du quartier porte son nom.
- Gaston de Flotte (1805-1882), écrivain, membre de l'Académie de Marseille, militant légitimiste sous Louis-Philippe, est né et est mort à Saint-Jean-du-Désert, « dans ces lieux chers qui l'avaient vu naître »[17]. Une rue du quartier porte son nom.
- Jul_(rappeur) (né en 1990), rappeur, chanteur et compositeur français. Il appelle le quartier Saint-Jean la Puenta dans plusieurs de ses chansons.

### Sources bibliographiques
- Hervé Hardouin, A la recherche des faïenceries et tuileries-poteries de Saint-Jean-du-Désert, 2007 (ISBN 978-2-9530420-0-9).
- Alfred Saurel, La banlieue de Marseille, Jeanne Laffite, 1995 (1re éd. 1878) (ISBN 2-86276-268-7).